# Honoré Jacquinot
Honoré Jacquinot (Moulins-Engilbert, 1º agosto 1815 – Nevers, 22 maggio 1887) è stato un chirurgo e zoologo francese.
Jacquinot era il fratello minore dell'ufficiale di marina Charles Hector Jacquinot e s'imbarcò con lui, come naturalista, su La Zelee, nella spedizione de L'Astrolabe di Jules Dumont d'Urville (1837-1840).